# Лейциновая застёжка-молния
Лейциновая застёжка-молния (также лейциновая застёжка, лейциновая молния, англ. leucine zipper) — тип белковой структуры, белковый мотив. Часто встречается в ДНК-связывающих факторах транскрипции.
В лейциновой застёжке аминокислота лейцин находится приблизительно в каждом 8-м положении альфа-спирали, в результате чего лейциновые остатки оказываются на одной её стороне, образуя амфипатическую спираль, в которой одна сторона обладает гидрофобными свойствами. Лейциновая застёжка образует димерный белок благодаря связыванию двух параллельных альфа-спиралей подобно застёжке-молнии (отчего так названа).